# Synclerostola parasitata
Synclerostola parasitata là một loài bướm đêm trong họ Noctuidae.